# Jennifer Padilla
Jennifer Padilla, född 1 januari 1990, är en friidrottare från Colombia. Hon deltog vid olympiska sommarspelen 2012.